# Takada Tetsuya
Tetsuya Takada (sinh ngày 31 tháng 7 năm 1969) là một cầu thủ bóng đá người Nhật Bản.

## Sự nghiệp câu lạc bộ
Tetsuya Takada đã từng chơi cho Bellmare Hiratsuka.